# Torpet Lugnet

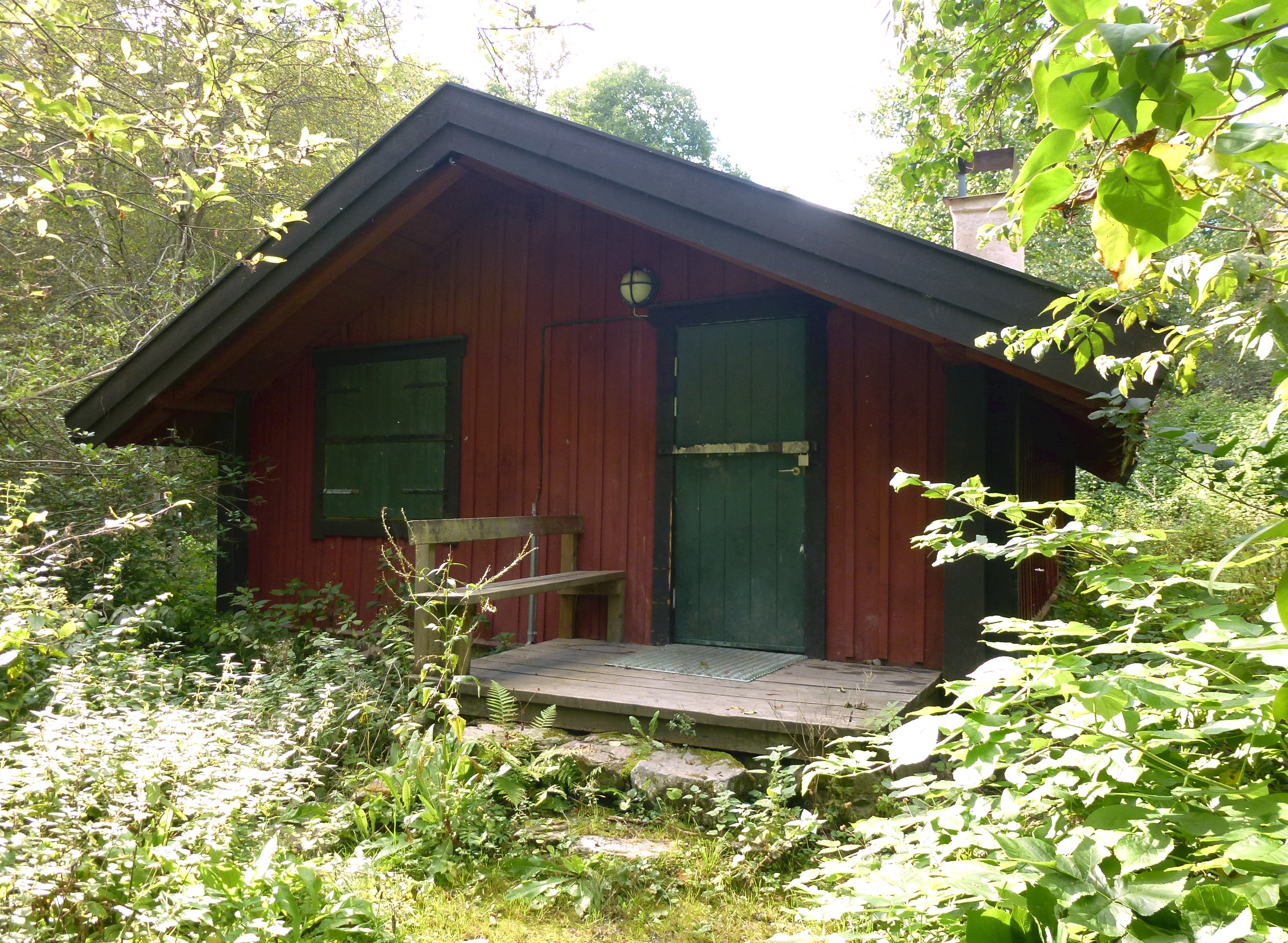
Torpet Lugnet ligger längst inne i den forna viken.

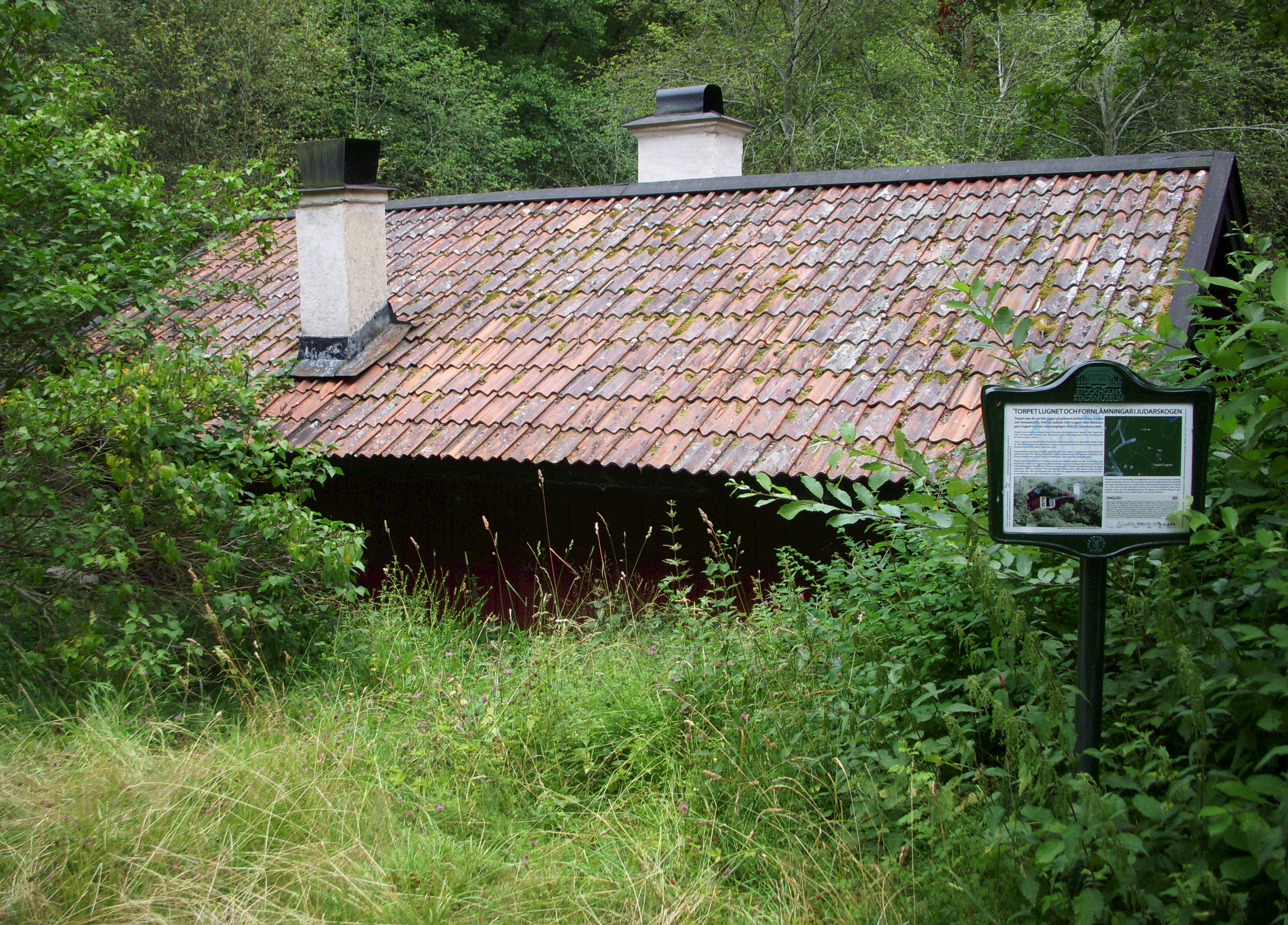
Torpet med skylt uppsatt av Bromma hembygdsförening och Stadsmuseet i Stockholm.

Torpet Lugnet (även kallat  Lilla Lugnet eller Backstugan Lugnet) ligger väster om sjön Judarn i Judarskogens naturreservat på gränsen mellan Södra Ängby och Nockebyhov i Bromma, Stockholms kommun. På 1930talet tillkom flera byggnader på området. Både torpet i sig och en ditflyttad parbod anses ha stort kulturhistoriskt värde.

## Läge
Torpet har ursprungligen hört till Åkeshovs slott. Lugnet ägs av Stockholms stad och är ett av de få kvarvarande torpen i Bromma. Torpet kan ha anor från 1600-talet. Längst inne i den forna viken, som en gång hade förbindelse med sjön Judarn, ligger denna gamla boplats. Torpet ligger vid den gamla vägen till Karsviks by och vid viken här hade Karsviks by sin hamnplats. På vikingatiden var den lugna viken en utmärkt ankarplats. Med någon fantasi kan man tänka sig hur Karsvik med omgivande byar här rustade sina handelsskepp. I riktning mot viken vid Mälaren skedde en sänkning av Judarns yta omkring år 1896 genom ett tre meter djupt schakt i västlig riktning genom blockvallen som finns här.
En mindre gångväg leder från Gubbkärrsvägen fram till den låga stugan i södra delen av Judarskogen, och vidare till de övriga byggnaderna. I Bromma finns det ett tiotal kvarvarande stugor, varav Lugnet är en. Torpet Lugnet och dess byggnader ägs av Stockholms stad. För närvarande hyr Stockholms fastighetskontor ut torpet till lajvföreningen Lilla Gillet, som disponerar byggnaderna.
Åren 2009-2012 har Bromma hembygdsförening och Stadsmuseet i Stockholm i samarbete låtit uppsätta 14 skyltar vid gravfält, skålgropsplatser, hängande anläggningar, torp och gårdar i Bromma. År 2010 uppsattes en skylt nära torpet Lugnet vid en promenadväg från Gubbkärrsvägen. Byggnaden är blåmärkt av Stadsmuseet i Stockholm vilket innebär "att bebyggelsen bedöms ha synnerligen höga kulturhistoriska värden".

## Historik

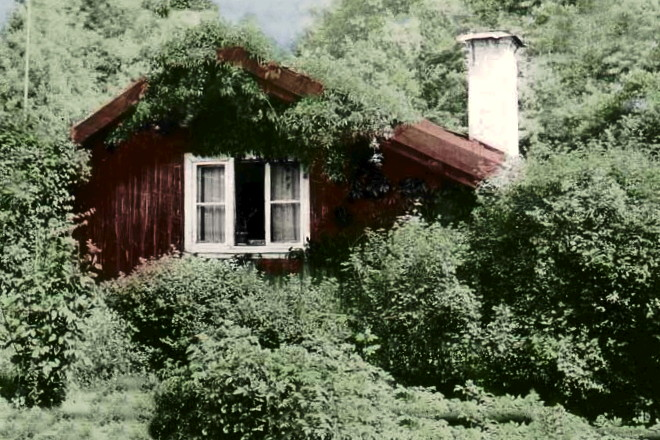
Torpet Lugnet på ett kolorerat svart-vitt fotografi från 1930.

Området vid sjön Judarn har varit bebott länge. På höjdplatån strax norr om torpet finns gravplatser från bronsåldern. Redan i slutet av 1600-talet omnämns två olika torpare i Lugnet, men eftersom det även fanns ett torp kallat ”Lugnet” nära Bromma kyrka är det osäkert vilket som avsågs. Torpet Lugnet (i Judarskogen) finns utmärkt på kartor från 1818 och framåt, åren 1826, 1829 och 1855. Det kan inte uteslutas att torpet byggdes någon gång på 1700-talet. Det var ett dagsverkstorp som låg under Åkeshovs slott. Torparen och hans familj skulle utföra dagsverken för sin försörjning som ersattes in natura. Dagsverksplikten upphörde 1855, men torpet var bebott fram till 1915.
På norra sidan av Judarskogen fanns säteriets gärden. En gång låg flera torp i området. På 1960-talet fanns torpet Färjestaden strax söder om Lugnet. Husterrassen är kvar och på den ligger idag restaurang Dao. Längs Gubbkärrsvägens östra sida, strax ovanför Jehanders sandtag, syns i skogen en husgrund, som troligen är från Pihlstugan, som var en backstuga. Torpet Tyska Botten låg nere vid Mälarens vatten. I snåren där skymtar en husgrund. 
Torpet betecknades som stattorp. Stattorparen var en statare, som avlönades både i form av spannmål och med brukningsrätten till torpet. Torpfunktionen med dagsverksplikt upphörde 1855, men mellan 1886 och 1915 var torpet utarrenderat som lägenhet.

### Torpare på 1600-, 1700- och 1800-talen
Åren 1694 till 1696 finns torparen Anders Jönsson i Lugnet omnämnd i Bromma sockenstämmoprotokoll i samband med olika byggnadsarbeten. I samband med arbete på "Oxhuuset" omnämns Erik Johansson i Lugnet den 20 juni 1698. Den 20 mars 1747 omnämns torparen Jan Jöranson i Lugnet av kyrkoherden. "Anledning til denne särskilte förmaningen tog han af Torpare Hustrun uti Lugnet, Jan Jöransons, som den 23 Febr: warit sielfspilling och hwilcket exempel han med mycket omtålighet anförde". Torparen Jan Jöranson dog 1754 vid 55 års ålder. (Det är ovisst om nämnda torpare bodde i Lilla Lugnet eller i Lugnet vid Bromma kyrka.)
Lugnet anlades som torp 1855. En ladugård som fanns torde ha rivits under 1930-talet. I Bromma husförhörslängder för 1881 återfinns inte Lugnet under Åkeshov. Torpinventeringen nämner följande bönder i torpet Lugnet: 1852-1868 Jan Eric Carlsson, född 1824 i Spånga, bortflyttad till Fredricstorp (eller Måssen), 1866-1880 Sven Larsson, född 1811 i Hångsdala, 1877-1882 Anders Magnusson, född 1826, bortflyttad till Kortenslund, 1872-1885 Anders Lind, född 1826. I husförhörsprotokoll 1889-1893 nämns Frans Anders Pettersson. Änkefru Sandell bodde i stugan 1907, enligt mantalsuppgift.
Från 1867 upplät ägaren till Åkeshovs gods Gubbkärrets gård, som låg öster om Ängbybadet, vid nuvarande Ferievägen 71-73, på arrende. Gården lydde under Drottningholm, och Åkeshov köpte marken och gården i början av 1800-talet. 1867 byggdes en ny gård vid Gubbkärret. Gården Gubbkärret etablerades således detta år och kom att omfatta även torpet Lugnet och Färjestaden. På lantmäterikartan över Åkeshov nämns Gubbkärret. Här bedrevs jordbruk till in på 1920-talet. Ett antal privata sommarstugor, som byggdes utmed Mälaren i början av 1900-talet finns vid stranden på arrenderad mark. Gubbkärrets brygga med trafik av Mälarbåtar låg på en holme, kallad Mustappen. År 1867 arrenderade Nils August Pettersson torpet Färjestaden och Gubbkärrets gård i Nockebyhov samt torpet Lugnet i Judarskogen. 

## Ägans byggnader
Själva torpet ("lillstugan") är en knuttimrad enkelstuga. Två andra byggnader flyttades till platsen på 1930-talet, båda är från Salems socken. De hitflyttade byggnaderna är en parboden från Igeltorp, och en större byggnad ("storstugan") uppförd av timmer från en loge från Rosendals gård. Det finns också en kombinerad redskapsbod och torrdass; hela ägan saknar vattentillgång.

### Knuttimrad enkelstuga

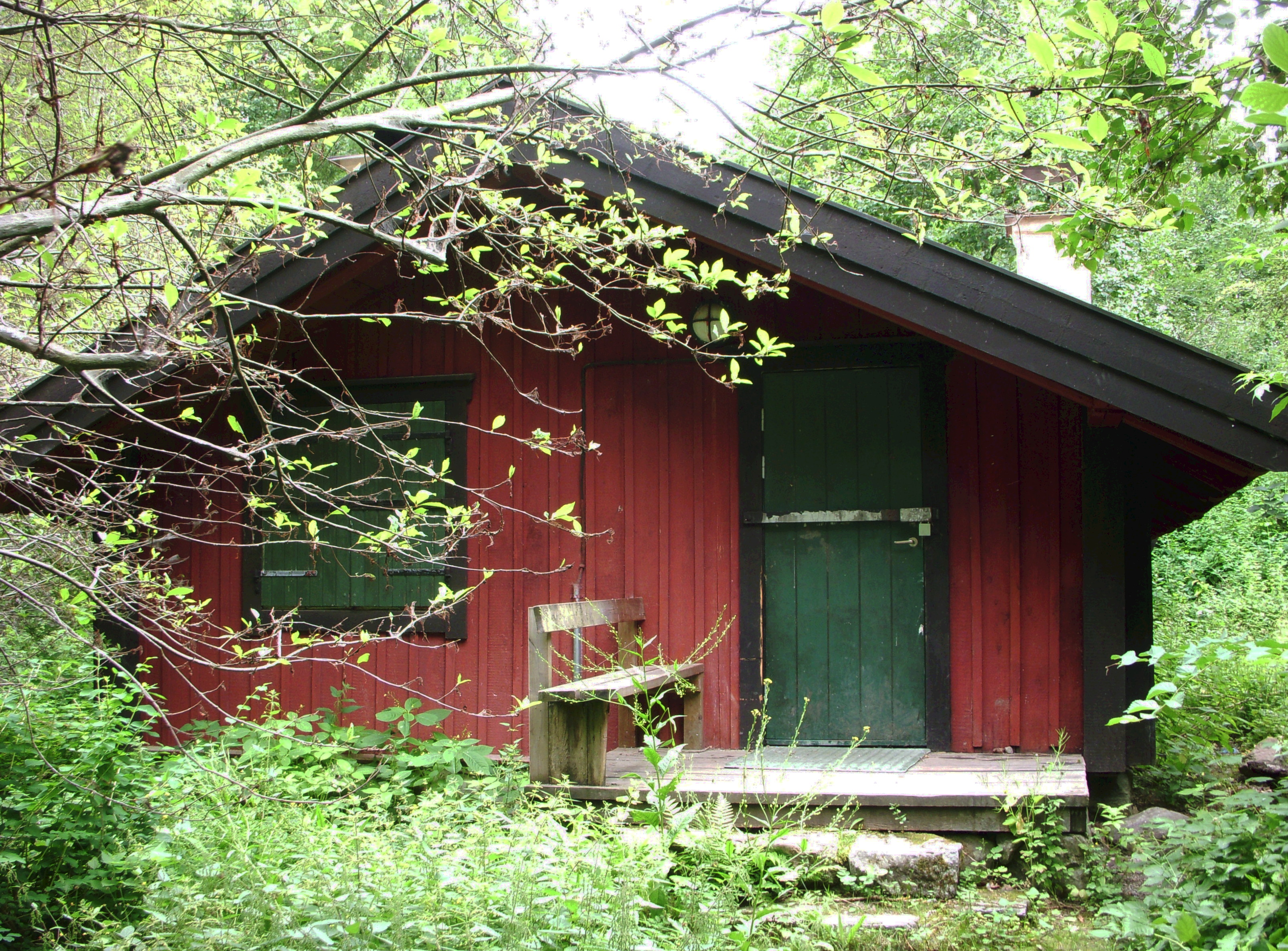
Torpet Lugnet, den knuttimrade enkelstugan. Efter branden 1976 restaurerades stugan. Huset är nu en ryggåsstuga av moratyp med gavelingång.

Torpet Lugnet är en knuttimrad enkelstuga bestående av en förstuga, kök med öppen spis och bakugn samt en liten kammare.
Stugan brann 1976, kvar fanns lite grundstenar, ett förvridet trappräcke och några förkolnade bräder, men stugan restaurerades.
Efter restaureringen är stugan nu en knuttimrad ryggåsstuga av så kallad "moratyp" med gavelingång. Morastugan är en äldre byggnadstyp för den så kallade enkelstugan. I köket, som är det större rummet, finns den öppna spisen och bakugnen, som nu är igenmurad. Kammaren har en kakelugn som är hopsatt av kakel från två 1760-talskakelugnar i olika rokokomönster, som kommer från Åkeshovs slott. Vid takfoten ser man rester av näver efter ett tidigare torvtak. Stugan har idag elektricitet med element och belysning.

### Parbod från Hallinge gård i Salems socken

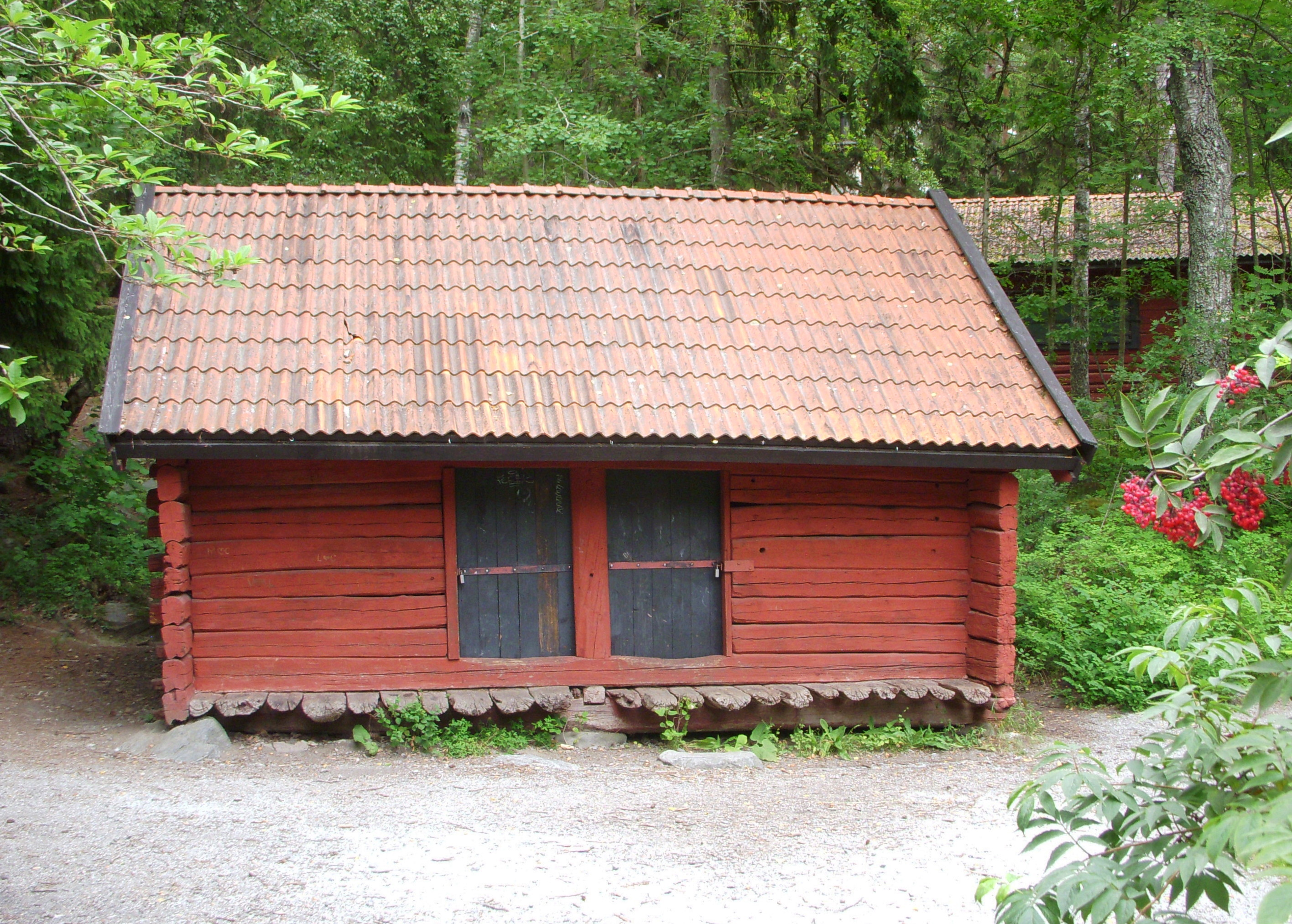
Parboden nordöst om torpet Lugnet flyttades dit på 1930-talet.

Nordöst om torpet finns i husgruppen en sällsynt parbod, som är byggd omkring år 1700. Den flyttades hit 1932 från Igeltorp, som lydde under Hallinge gård i Salems socken, och återuppfördes vid torpet Lugnet 1036.
Parboden flyttades hit sedan Skansen tackat nej till att ta hand om den. Stugans typ är ålderdomlig med två rum och en numera golvlös höskulle. Dörrpartiet är indraget, så att det bildas en svale. Både torpstugan och parboden är kulturminnesmärken. Denna typ av parbod är sällsynt i Sverige.

### Timrad bod från Rosendals gård i Salems socken

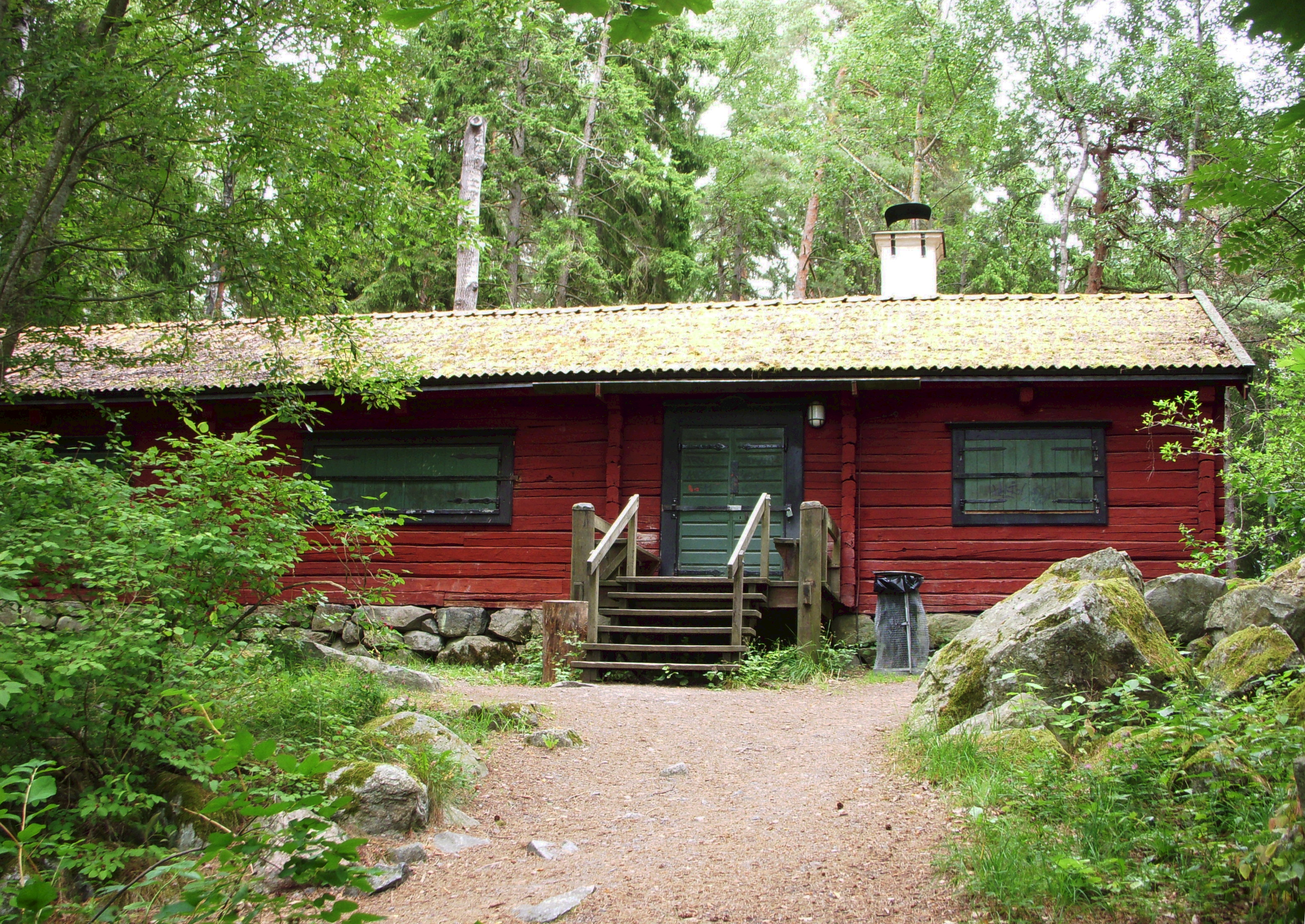
Timrad bod uppförd av virke från en lada på Rosendals gård i Salems socken.

Som nödhjälpsarbete på 1930-talet uppförde staden en samlingslokal för att utöka utrymmena för scoutverksamheten. Den timrade boden blev samlingslokal för flickscoutverksamheten, som bedrevs vid Lugnet. Från 1 januari 1932 var lägenheten Lugnet upplåten till Bromma Flickscoutkår. Man uttog en symbolisk arrendeavgift på 10 kronor.  Huset har väggar av timmerstockar av virke från en trösklada. De kommer från en loge på Rosendals gård i Salems socken. I huset finns en stor samlingssal och en imponerande öppen spis, daterad 1936. Förutom samlingssalen finns två mindre rum. 

### Utedass och förrådsbod

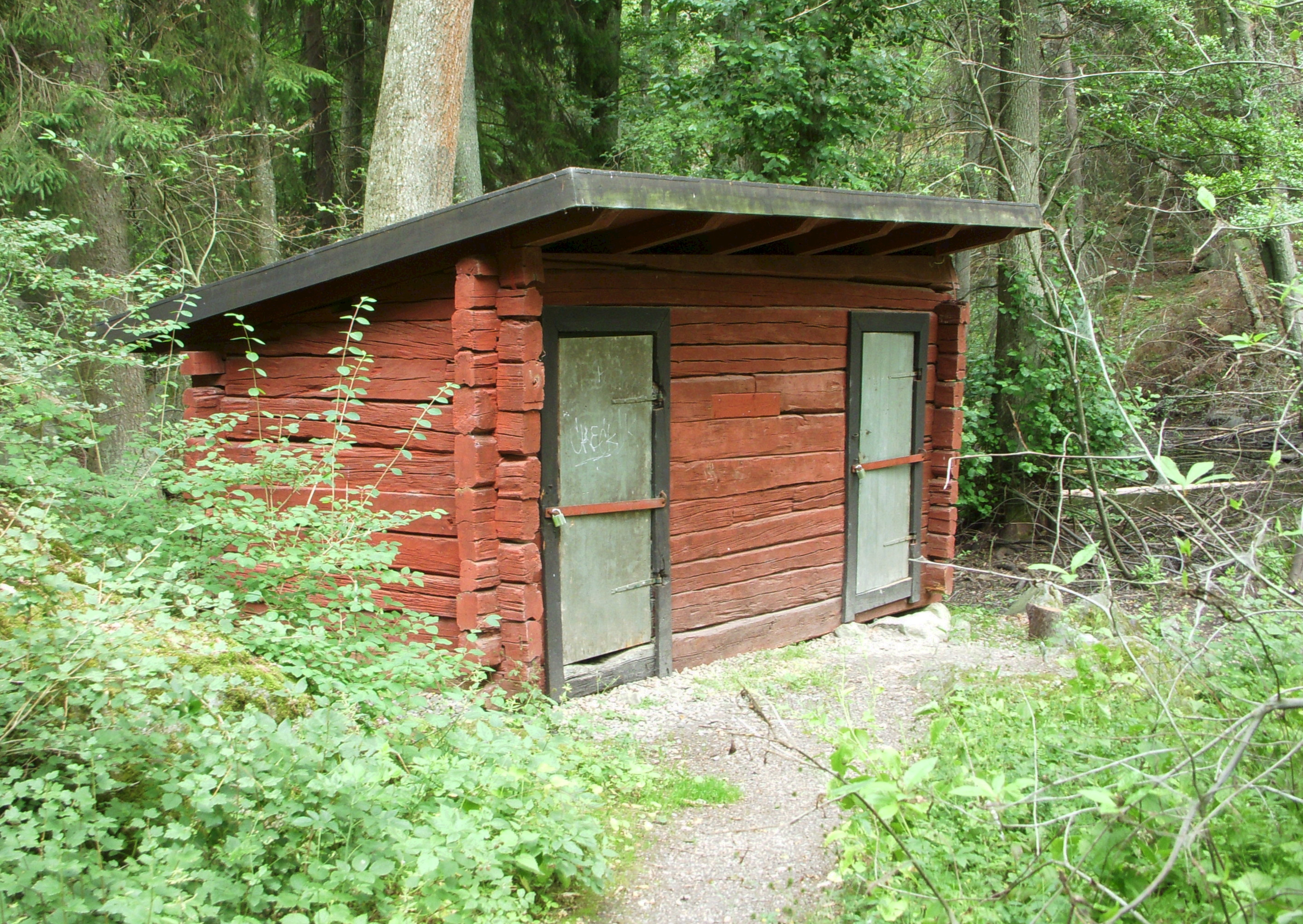
Det knuttimrade utedasset.

Till bebyggelsen hör även ett knuttimrat utedass och en förrådsbod, även den knuttimrad. 

## Beteshagar
I jordebok från 1720 finns en backstuga under Åkeshov upptagen, men var då öde, den finns också upptagen 1777. Det är ovisst om det rör sig om nuvarande Lugnet, som är upptaget från 1818, 1826, 1829 och 1855, enligt torpinventeringen. Markerna kring torpet var upptaget som beteshagar enligt 1818 års karta. Det visar att växtligheten då var annorlunda än idag. Intill torpet finns ett grävt dike från Judarsjön. En gräsbeväxt äng finns i söder, den var tidigare troligen åkermark. I den blockrika terrängen på höjden ovanför torpet betade sannolikt kreaturen. Markerna runt torpet anges på 1818 års karta som hagmark.